# Pseudhecyra albofasciata
Pseudhecyra albofasciata är en skalbaggsart som beskrevs av Stefan von Breuning 1976. Pseudhecyra albofasciata ingår i släktet Pseudhecyra och familjen långhorningar. Inga underarter finns listade i Catalogue of Life.